# Брюли-Буабре, Фредерик
Фредерик Брюли Буабре  (Frédéric Bruly Bouabré, 1923, Кот-д'Ивуар — 26 января 2014, Абиджан, Кот-д'Ивуар) — ивуарийский художник.
Происхождения всех работ Фредерика Брюли Буабре связано с откровением художника 11 марта 1948, когда «небеса открылись перед моими глазами и семь красочных солнц описали прекрасный круг вокруг их матери-солнца, я стал Шейхом Надро, „тем, кто не забыл“». С тех пор Буабре взялся за изучение различных областей знаний и собрал свои исследования в манускриптах об искусстве и традициях, поэзии, сказках, религии, эстетике и философии, проявив себя как удивительный мыслитель, поэт, энциклопедист, творец. Поиски путей сохранения и передачи знаний людей Бете, как и знаний об окружающем мире, привели к изобретению азбуки из 448 односложных пиктограмм, представляющих фонетические слоги. Это начинание принесло Буабре легендарную репутацию второго Шампольона. Алфавит Буабре, которым можно записать все человеческие звуки, отражает сущность его идей: достижение универсальности и объединения человечества.
В 1970-х Фредерик Брюли Буабре начал переводить свои мысли в сотни небольших рисунков в формате почтовой открытки, используя шариковую ручку и цветные мелки. Эти рисунки, собранные под названием «Connaissance du Monde (World Knowledge)», формировали энциклопедию универсальных знаний и опыта. Другие проекты, как «Readings from Signs Observed in Oranges» (1988), служат как визуальные записи предвидений.
Широкой публике художник стал известен после участия в 1989 в выставке «Маги земли» в Центре Помпиду в Париже.